# 圣伯多禄锁链堂
聖伯多祿鎖鏈堂（義大利語：San Pietro in Vincoli）是義大利羅馬市的一座天主教次級聖殿與司鐸級樞機領銜教堂 ，現任司鐸級樞機為美國籍的唐納德·烏爾。教堂以米開朗基羅的梅瑟像而著稱。

## 历史
圣伯多禄锁链堂又称为“欧多西亚宗座聖殿”（Basilica Eudoxiana），于432年－440年期間兴建（教宗西斯笃三世时期）。兴建这座教堂是为了敬禮圣伯多禄在耶路撒冷被监禁时所戴的锁链。根据传说， 欧多西亚皇后（瓦伦丁尼安三世皇帝之妻）从耶路撒冷带回这条锁链，将它赠送给教宗良一世，当教宗将这条锁链和圣伯多禄最后关押在罗马马梅尔定监狱时所戴的锁链放在一起比较时，这两根锁链竟然神奇地结合在一起。目前锁链保存在圣殿的主祭台下面的聖髑盒。
这座圣殿在8世纪教宗哈德良一世时重修，又在教宗西斯篤四世和儒略二世时期改建。1475年增加了门廊。1471年－1503年间增建了回廊。

## 内部

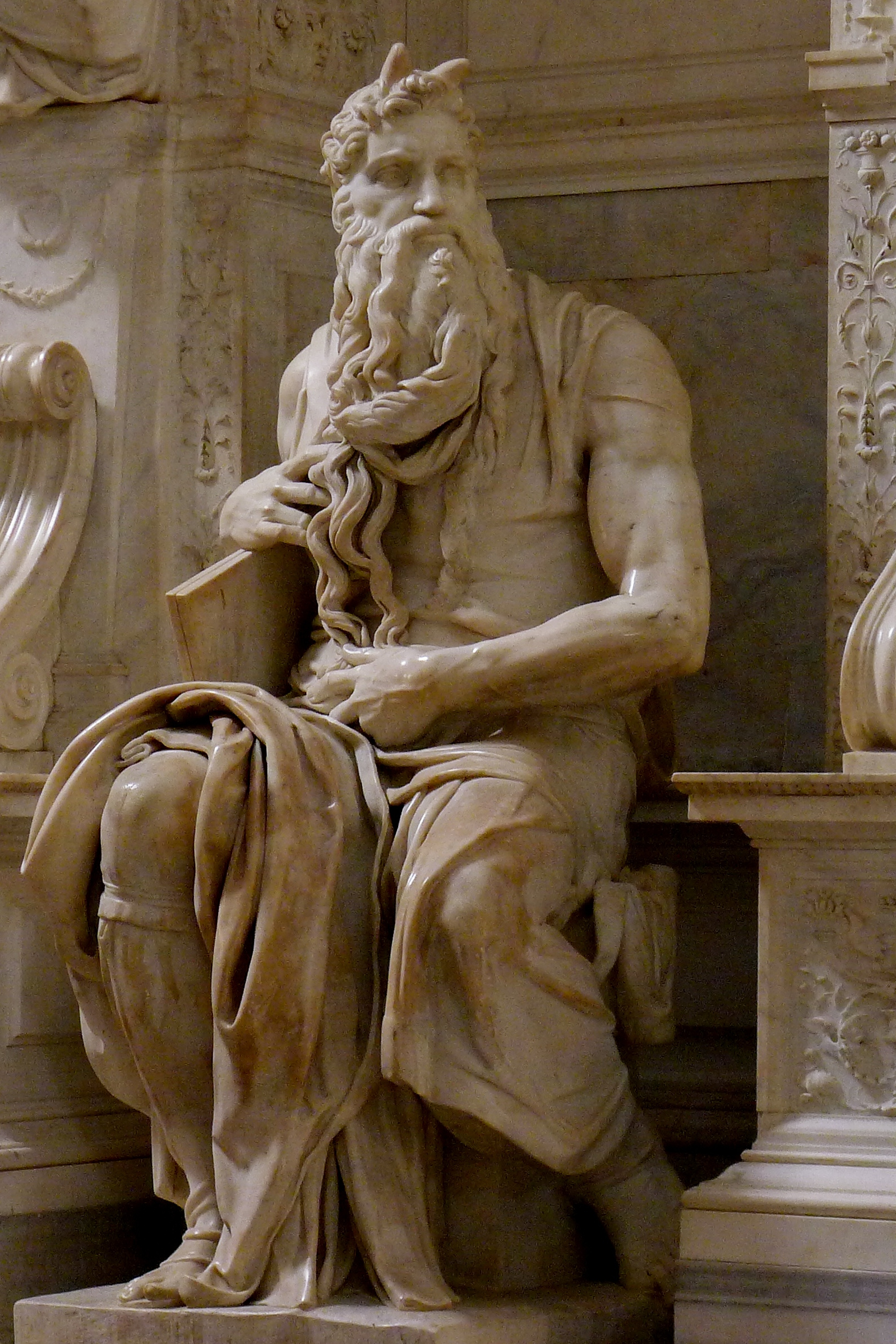
米開朗基羅的《摩西》

圣殿内部有一个中殿和两个侧廊。中殿的天花板中间装饰着18世纪帕罗迪（Giovanni Battista Parodi）的天顶画，描绘《锁链的神迹》（1706年）。侧廊使用交叉拱顶。
米开朗基罗的梅瑟像完成于1515年，原本打算作为教宗儒略二世墓的47尊雕像之一，因为这是他的家族教堂（德拉·羅維雷家族）。摩西被描绘成长着角。
其他艺术品包括圭尔奇诺的《圣奥斯定》和《圣玛加利大》，多梅尼基诺的Agucchi枢机纪念碑和壁画《圣伯多禄得解救》（1604年）。左侧廊第一间小堂的祭台画是波马兰齐奥的《下十字架》。尼各老·库耶斯枢机墓（1464年）及其浮雕《尼各老枢机在圣伯多禄前》是布雷尼奥（Andrea Bregno）的作品。画家和雕塑家安东尼奥·波拉尤奥罗（Antonio Pollaiuolo）埋葬在此。埋在这座教堂的还有蒂龙郡伯爵休奥尼尔 ，以及阿尔多布兰迪尼枢机，其墓装饰着死神形象。